# Aphyosemion caudofasciatum
Aphyosemion caudofasciatum är en fiskart som beskrevs av Huber och Radda, 1979. Aphyosemion caudofasciatum ingår i släktet Aphyosemion och familjen Nothobranchiidae. IUCN kategoriserar arten globalt som otillräckligt studerad. Inga underarter finns listade i Catalogue of Life.